# Ben Ali Ben Ali
Ben Ali Ben Ali (en arabe : بن علي بن علي), né le 6 janvier 1940 à Sebdou, est un général algérien. Il est le commandant de la Garde républicaine algérienne de 2015 à début 2025. 

## Biographie
Il rejoint l'Armée de libération nationale (Algérie) en 1961,.
À l'indépendance, il est envoyé en Égypte afin de suivre une formation spéciale au Collège militaire où il obtient un certificat d'études militaires en 1964. Puis, en 1971, il effectue un stage de perfectionnement dans l’artillerie terrestre. 
En juillet 1989, il est nommé chef directeur des services communs au ministère de la Défense nationale.
Durant la décennie noire il est victime d'un attentat terroriste à Alger en 1993 duquel il ressort vivant après avoir reçu plus de 20 balles dans le corps.
En 1996, il est affecté comme attaché de défense à l'ambassade d'Algérie au Caire en Égypte.
Il est commandant de la 6e région militaire de 2001 à 2005, puis de la 5e région militaire de 2005 à 2015. C'est lui qui dirige les opérations qui conduisent à la libération de 17 touristes européens le 13 mai 2003, qui étaient entre les mains du Groupe salafiste pour la prédication et le combat (GSPC), à 150 km au nord de Tamanrasset,.
En 2015, il est nommé commandant de la Garde républicaine,.
Durant le Hirak de 2019, il lâche le clan des Bouteflika pour se ranger aux côtés de Ahmed Gaïd Salah, l'ancien Chef d'État-Major de l'Armée nationale populaire.
Alors que certains observateurs prédisent en juin 2020 la mise à la retraite de Benali, c'est le contraire qui se produit. En juillet 2020, il est élevé au grade de général d'armée et devient ainsi le premier à obtenir ce grade en Algérie. Cette nomination suscite une réaction du chef d'état-major général Saïd Chengriha, qui ne sera lui-même nommé au grade de général d'armée que le 4 juillet 2022. Chenghria aurait en effet souhaité que Benali prenne sa retraite rapidement,.
En octobre 2020, il survit à une infection par le Covid-19. En novembre 2020, il refuse de participer à des réunions informelles, tenues à l'occasion de l'absence du président Abdelmadjid Tebboune, hospitalisé en Allemagne, ce qui n'apaise pas ses relations avec Saïd Chengriha,.
Lors des cérémonies du 4 juillet 2023, le président Tebboune met Ben Ali Ben Ali et le chef d'état-major Saïd Chengriha à égalité dans l'ordre protocolaire, ce qui, selon certains observateurs, montrerait à nouveau que le président ne veut pas donner trop de pouvoir au chef d'état-major.

## Grades
Benali Benali a gravi divers grades militaires durant sa très longue carrière :
- novembre 1962 : lieutenant ;
- le 19 juin 1972 : capitaine ;
- novembre 1981 : commandant ;
- le 1er novembre 1987 : lieutenant-colonel ;
- le 1er novembre 1990 : colonel ;
- le 5 juillet 1993 : général ;
- le 5 juillet 2001 : général major ;
- le 5 juillet 2015 : général de corps d'armée[16] ;
- depuis le 5 juillet 2020 : général d'armée.

## Influence russe
Selon Le Monde et France TV Info, la Russie de Vladimir Poutine aurait misé sur les principaux généraux algériens pour contrer le mouvement démocratique de ce pays. Poutine aurait compté principalement sur Ahmed Gaïd Salah (décédé à la fin de l'année 2019) et son camarade de promotion Ben Ali Ben Ali, tous deux formés en URSS,.